# Renaud ou la Malédiction
Renaud ou la Malédiction  est un roman historique de Juliette Benzoni paru en 2003 chez Plon. Il compose le second volet de la trilogie Les Chevaliers.

## Personnages
Renaud, petit-fils de Thibault (héros du premier tome), apprend l'histoire de sa famille et décide de partir à Jérusalem...